# ألبرت بوداك
ألبرت بوداك (بالفرنسية: Albert Budak)‏ هو لاعب كرة قدم فرنسي في مركز الدفاع، ولد في 27 يناير 1985 في كريتاي في فرنسا. لعب مع ستاد لافالوا ونادي سيدان.

## وصلات خارجية
- ألبرت بوداك على موقع قاعدة بيانات كرة القدم.إي يو (الإنجليزية)
- ألبرت بوداك على موقع Soccerway.com (الإنجليزية)
- ألبرت بوداك على موقع عالم كرة القدم.نت (الإنجليزية)
- ألبرت بوداك على موقع GSA (الإنجليزية)